# Astroceramus boninensis
Astroceramus boninensis is een zeester uit de familie Goniasteridae.
De wetenschappelijke naam van de soort werd in 2009 gepubliceerd door Kogure & Tachikawa.